# クライスラー・セブリングクーペ
セブリングクーペ（Sebring Coupe ）は、クライスラー（現:フィアット・クライスラー・オートモービルズ）が製造・販売していた乗用車である。

## 初代（1995年-2000年）
1995年発表される。セブリングの名前を冠するもクライスラー・セブリングとの関連性は殆どない。
1997年マイナーチェンジが実施される。

## 2代目（2000年-2005年）
2代目は2000年に発表された。
2003年マイナーチェンジ。
2005年後継車を登場させることなく生産終了。